# Broken Clocks
Broken Clocks è un singolo della cantautrice statunitense SZA, pubblicato inizialmente il 2 giugno 2017 come singolo promozionale e, in seguito, il 9 gennaio 2018 come quarto estratto dal primo album in studio Ctrl.
Il singolo è stato pubblicato solamente negli Stati Uniti.

## Antefatti e pubblicazione
Broken Clocks è stato pubblicato originariamente il 2 giugno 2017, una settimana prima della pubblicazione dell'album di appartenenza Ctrl, come singolo promozionale. Il brano è il prosieguo delle canzoni Drew Berrymore e Love Galore, entrambi contenute in Ctrl e pubblicate rispettivamente come primo e secondo singolo. Il 9 gennaio 2018 Broken Clock è stato inviato alle radio urban statunitensi come quarto estratto per il mercato nazionale.

## Video musicale
Il video musicale è stato co-diretto da SZA e Dave Free ed è stato pubblicato il 30 marzo 2018 sul canale Vevo-YouTube della cantante. Il video è ambientato in un campeggio immerso nella natura, denominato Camp Ctrl, durante una colonia estiva alla quale partecipa la stessa SZA insieme ad altri ragazzi. Nel video, in una prima parte, si susseguono scene dei ragazzi del campeggio che si cimentano in diverse attività, come nuotare in un lago o stare attorno a un falò, a scene di SZA in cui canta in una stanza da letto o di fronte a uno scuolabus bianco. Una volta terminata la musica del brano, il video cambia ambientazione e si svolge all'interno di uno strip club chiamato Jet Strip, per il quale la cantante lavora. La scena si apre con un'altra spogliarellista che urla a una SZA svenuta sul pavimento del bagno del locale di svegliarsi, litigando contemporaneamente con un'altra collega in attesa fuori dal bagno. Improvvisamente SZA si sveglia e il video si conclude con la cantante e le altre due colleghe all'esterno del Jet Strip. Nel video appaiono come cameo alcuni amici e colleghi della casa discografica di SZA, la Top Dawg, quali Ab-Soul, Jay Rock, Schoolboy Q e Isaiah Rashad.

## Accoglienza
Broken Clock è stato accolto positivamente dalla critica specializzata. Jon Pareles del New York Times ha scritto che il brano «avvolge SZA tra toni offuscati della tastiera e voci maschili avvolgenti mentre riflette sui pensieri di una vecchia storia d'amore che ancora la perseguita». Joshua Espinoza della rivista Complex ha considerato la canzone «una mid-tempo riguardo l'ottimismo e la perseveranza». Lauren Ziegler, della rivista Consequence, ha affermato che «Broken Clocks è un brano sinuoso e rilassato, con sicurezza e passione che trasuda da ogni nota del brano. Nonostante sia più energico e acuto del più minimalista Love Galore, il brano conserva ancora un tipo di elegante asprezza unica per le caratteristiche dell'artista». Tom Breihan del sito web statunitense Stereogum ha scritto che Broken Clocks «si allontana dai suoni confusi dei precedenti lavori di SZA e mette la sua voce sussurrata ed espressiva sotto una luce più commerciale».

## Tracce
Testi e musiche di Solána Rowe, Cody Fayne, Thomas Paxton-Beesley, Adam Feeney, Ashton Simmons, Jaylen Maloy.
1. Broken Clocks – 3:51

## Classifiche
| Classifica (2018) | Posizione massima |
| ----------------- | ----------------- |
| Stati Uniti       | 82                |

## Date di pubblicazione
| Paese                 | Data           | Formato                  | Note        |
| --------------------- | -------------- | ------------------------ | ----------- |
| Stati Uniti d'America | 2 giugno 2017  | Download digitale        | [ 6 ] [ 7 ] |
| Stati Uniti d'America | 9 gennaio 2018 | Urban contemporary radio | [ 9 ]       |

Note:
1. ↑  Come singolo promozionale.